# Poa paucispicula
Poa paucispicula là một loài cỏ trong họ hòa thảo, thuộc chi poa.